# Zwierzyniec Wielki (gromada)
Zwierzyniec Wielki – dawna gromada, czyli najmniejsza jednostka podziału terytorialnego Polskiej Rzeczypospolitej Ludowej w latach 1954–1972.
Gromady, z gromadzkimi radami narodowymi (GRN) jako organami władzy najniższego stopnia na wsi, funkcjonowały od reformy reorganizującej administrację wiejską przeprowadzonej jesienią 1954 do momentu ich zniesienia z dniem 1 stycznia 1973, tym samym wypierając organizację gminną w latach 1954–1972.
Gromadę Zwierzyniec Wielki z siedzibą GRN w Zwierzyńcu Wielkim utworzono – jako jedną z 8759 gromad – w powiecie sokólskim w woj. białostockim, na mocy uchwały nr 22/V WRN w Białymstoku z dnia 4 października 1954. W skład jednostki weszły obszary dotychczasowych gromad Zwierzyniec Wielki, Trzyrzeczki, Małowista, Chmielówka, Kuderewszczyzna, Zwierzyniec Mały, Lewki, Olsza, Hamulka i Sadek ze zniesionej gminy Dąbrowa oraz gromada Pięciowłóki ze zniesionej gminy Suchowola w tymże powiecie. Dla gromady ustalono 16 członków gromadzkiej rady narodowej.
1 stycznia 1956 roku gromadę przyłączono do nowo utworzonego powiatu dąbrowskiego.
Gromada przetrwała do końca 1972 roku, czyli do kolejnej reformy gminnej.